# アレクサンドル・カルリン
アレクサンドル・ボグダノヴィチ・カルリン（カールリン、ロシア語: Александр Богданович Карелин、ラテン文字表記の例：Aleksandr Bogdanovich Karlin、1951年10月29日 - ）は、ロシアの政治家、検察官、司法官僚。2005年から2018年までアルタイ地方知事。
1972年スヴェルドロフスク法科大学を卒業し検事になる。1972年ビイスク市検察局勤務。1982年バウナウル検察局勤務。1986年ソ連検察庁で上級検察官として勤務。1989年から1990年までソ連特務司法次官。1992年ロシア連邦検事庁管理局長。2000年4月28日司法次官。2002年第一司法次官。2004年大統領府からアルタイ地方に派遣される。2005年にミハイル・エヴドキモフが自動車事故で死去し、ミハイル・コズロフ知事代行を挟んで、後任の知事に任命された。2005年8月25日アルタイ地方人民代議員大会によって知事に承認された。2018年5月29日に辞任表明、30日に退任。